# Olli-Pekka Kallasvuo

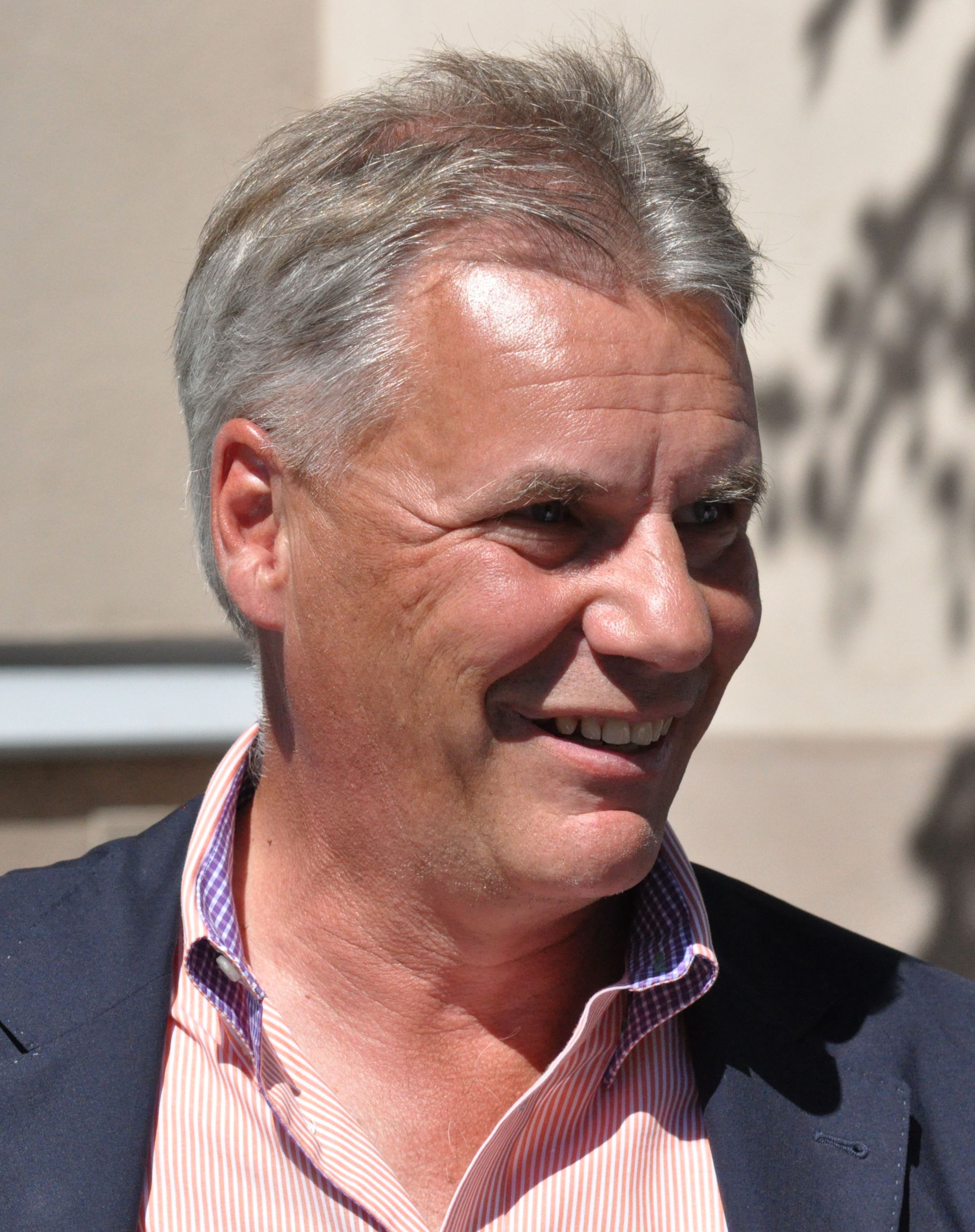
Olli-Pekka Kallasvuo

Olli-Pekka Kallasvuo, född 13 juli 1953 i Lavia, var VD för Nokia mellan 2006 och 2010.
Kallasvuo utexaminerades från Helsingfors universitet. Han började på Nokia 1980.

## Utmärkelser
- Riddartecknet av I klass av Finlands Vita Ros’ orden,  6 december 1996[2]
- Kommendörstecknet av Finlands Vita Ros’ orden,  6 december 2004[2]
- Kommendörstecknet av I klass av Finlands Lejons orden,  6 december 2024[3]

[Redigera Wikidata]